# استفانو سنسی
استفانو سنسی (ایتالیایی: Stefano Sensi؛ زادهٔ ۵ اوت ۱۹۹۵) بازیکن فوتبال اهل ایتالیا است که برای باشگاه فوتبال مونتزا در پست هافبک بازی می‌کند.

## آمار باشگاهی
تا تاریخ ۶ ژوئن ۲۰۲۴
| باشگاه           | فصل              | لیگ              | لیگ  | لیگ | جام حذفی | جام حذفی | قاره‌ای | قاره‌ای | دیگر | دیگر | مجموع | مجموع |
| باشگاه           | فصل              | دسته             | بازی | گل  | بازی     | گل       | بازی   | گل     | بازی | گل   | بازی  | گل    |
| ---------------- | ---------------- | ---------------- | ---- | --- | -------- | -------- | ------ | ------ | ---- | ---- | ----- | ----- |
| چزنا             | ۲۰۱۵–۱۶          | سری بی           | ۳۱   | ۳   | ۱        | ۰        | –      | –      | ۱    | ۰    | ۳۳    | ۳     |
| مجموع چزنا       | مجموع چزنا       | مجموع چزنا       | ۳۱   | ۳   | ۱        | ۰        | _      | _      | ۱    | ۰    | ۳۳    | ۳     |
| سن مارینو        | ۲۰۱۳–۱۴          | سری سی           | ۲۶   | ۲   | ۰        | ۰        | _      | _      | _    | _    | ۲۶    | ۲     |
| سن مارینو        | ۲۰۱۴–۱۵          | سری سی           | ۳۳   | ۸   | ۲        | ۱        | _      | _      | _    | _    | ۳۵    | ۹     |
| مجموع سن مارینو  | مجموع سن مارینو  | مجموع سن مارینو  | ۵۹   | ۱۰  | ۲        | ۱        | _      | _      | _    | _    | ۶۱    | ۱۱    |
| ساسولو           | ۲۰۱۶–۱۷          | سری آ            | ۱۶   | ۱   | ۱        | ۰        | ۲      | ۰      | _    | _    | ۱۹    | ۱     |
| ساسولو           | ۲۰۱۷–۱۸          | سری آ            | ۱۷   | ۲   | ۲        | ۰        | _      | _      | _    | _    | ۱۹    | ۲     |
| ساسولو           | ۲۰۱۸–۱۹          | سری آ            | ۲۸   | ۲   | ۲        | ۰        | _      | _      | _    | _    | ۳۰    | ۲     |
| مجموع ساسولو     | مجموع ساسولو     | مجموع ساسولو     | ۶۱   | ۵   | ۵        | ۰        | ۲      | ۰      | _    | _    | ۶۸    | ۵     |
| اینترمیلان       | ۲۰۱۹–۲۰          | سری آ            | ۱۲   | ۳   | ۳        | ۰        | ۴      | ۰      | _    | _    | ۱۹    | ۳     |
| اینترمیلان       | ۲۰۲۰–۲۱          | سری آ            | ۱۸   | ۲   | ۲        | ۰        | ۱      | ۰      | _    | _    | ۲۱    | ۰     |
| اینترمیلان       | ۲۰۲۱–۲۲          | سری آ            | ۹    | ۰   | ۱        | ۱        | ۲      | ۰      | ۰    | ۰    | ۱۲    | ۱     |
| اینترمیلان       | ۲۰۲۳–۲۴          | سری آ            | ۴    | ۰   | ۱        | ۰        | ۰      | ۰      | ۰    | ۰    | ۵     | ۰     |
| مجموع اینترمیلان | مجموع اینترمیلان | مجموع اینترمیلان | ۴۳   | ۳   | ۷        | ۱        | ۷      | ۰      | ۰    | ۰    | ۵۷    | ۴     |
| سمپدوریا         | ۲۰۲۱–۲۲          | سری آ            | ۱۱   | ۱   | ۰        | ۰        | _      | _      | _    | _    | ۱۱    | ۱     |
| مجموع سمپدوریا   | مجموع سمپدوریا   | مجموع سمپدوریا   | ۱۱   | ۱   | ۰        | ۰        | _      | _      | _    | _    | ۱۱    | ۱     |
| مونتزا           | ۲۰۲۲–۲۳          | سری آ            | ۲۸   | ۳   | ۲        | ۰        | _      | _      | _    | _    | ۳۰    | ۲     |
| مجموع مونتزا     | مجموع مونتزا     | مجموع مونتزا     | ۲۸   | ۳   | ۲        | ۰        | _      | _      | _    | _    | ۳۰    | ۳     |
| مجموع آمار       | مجموع آمار       | مجموع آمار       | ۲۳۳  | ۲۵  | ۱۷       | ۲        | ۹      | ۰      | ۱    | ۰    | ۲۶۰   | ۲۷    |

## افتخارات

### باشگاهی
اینتر میلان
- سری آ(۲): ۲۱–۲۰۲۰، ۲۴–۲۰۲۳
- سوپر جام فوتبال ایتالیا(۲): ۲۰۲۱، ۲۰۲۳
- لیگ اروپا(۱): ۲۰–۲۰۱۹ نایب قهرمان

## آمار ملی

### بازی‌های ملی
تا تاریخ ۲۹ مارس ۲۰۲۲
| ایتالیا | ایتالیا | ایتالیا |
| سال     | بازی    | گل      |
| ------- | ------- | ------- |
| ۲۰۱۸    | ۱       | ۰       |
| ۲۰۱۹    | ۳       | ۱       |
| ۲۰۲۰    | ۲       | ۱       |
| ۲۰۲۱    | ۲       | ۱       |
| ۲۰۲۲    | ۱       | ۰       |
| مجموع   | ۹       | ۳       |

### گل‌های ملی
| شماره | تاریخ          | میزبان  | بازی ملی | حریف        | نتیجه | رقابت                   |
| ----- | -------------- | ------- | -------- | ----------- | ----- | ----------------------- |
| ۱     | ۲۶ مارس ۲۰۱۹   | پارما   | ۲        | لیختن‌اشتاین | ۶–۰   | مقدماتی جام ملت‌های ۲۰۲۰ |
| ۲     | ۴ سپتامبر ۲۰۲۰ | فلورانس | ۵        | بوسنی       | ۱–۱   | جام ملت‌های اروپا ۲۰۲۰   |
| ۳     | ۳۱ مارس ۲۰۲۱   | ویلنیوس | ۸        | لیتوانی     | ۲–۰   | مقدماتی جام جهانی ۲۰۲۲  |

## عملکرد ملی
او سابقه بازی برای تیم‌های ملی زیر ۱۷ سال ایتالیا، زیر ۲۰ سال ایتالیا داشته‌است.
وی اولین بازی ملی خود را ۲۰ دسامبر ۲۰۱۸ در یک بازی دوستانه مقابل امریکا انجام داد. همچنین اولین گل ملی خود را در تاریخ ۲۶ مارس ۲۰۱۹ مقابل لیختن‌اشتاین به ثمر رساند.